# Método del hidrograma unitario
El método del hidrograma unitario es uno de los métodos utilizados en hidrología, para la determinación del caudal producido por una precipitación en una determinada cuenca hidrográfica.
Si fuera posible que se produjeran dos lluvias idénticas sobre una cuenca hidrográfica cuyas condiciones antes de la precipitación también fueran idénticas, sería de esperarse que los hidrogramas correspondientes a las dos lluvias también fueran iguales. Esta es la base del concepto de hidrograma unitario. En la realidad es muy difícil que ocurran lluvias idénticas; esta pueden variar su duración; el volumen precipitado; su distribución espacial; su intensidad.

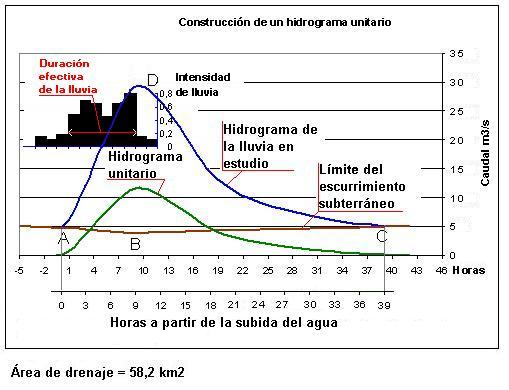
Ilustración para el cálculo del hidrograma unitario.

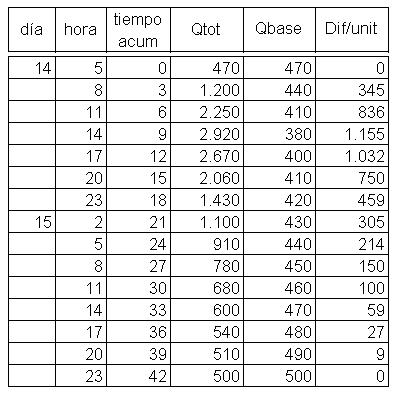
Qtot Caudal registrado en la sección en estudio
Qbase sale de la curva ABC
En el ejemplo h_{distribuido} = 2.2 cm.

Un hidrograma unitario es un hidrograma (Q = f (t)) resultante de un escurrimiento correspondiente a un volumen unitario (1 cm, mm, plg,... de lluvia por la cuenca) proveniente de una lluvia con una determinada duración y determinadas características de distribución en la cuenca hidrográfica. Se admite que los hidrogramas de otras lluvias de duración y distribución semejantes presentarán el mismo tiempo de base, y con ordenadas de caudales proporcionales al volumen de fluido.
Se puede construir un hidrograma unitario a partir de los datos de precipitación y de caudales referentes a una lluvia de intensidad razonablemente uniforme y sin implicaciones resultantes de lluvias anteriores o posteriores. El primer paso es la separación del escurrimiento subterráneo del escurrimiento superficial directo. Se calcula el volumen de fluido (representada por el área ABCD de la figura) y se determinan las ordenadas del hidrograma unitario dividiendo las ordenadas del hidrograma directo, por la altura de escurrimiento distribuido sobre la cuenca, hdistribuido, expresado en cm. 
{\displaystyle \ h_{distribuido}={\frac {\ \int _{A}^{C}(Q_{tot}-Q_{base})d_{t}}{A_{drenaje}}}}
El hidrograma unitario resultante corresponde al volumen de un centímetro de escurrimiento. El paso final es la selección de la duración específica de una lluvia, con base en el análisis de los datos de la precipitación. Períodos de baja intensidad de precipitación en el comienzo y al final de la lluvia deben ser despreciados, ya que no contribuyen sustancialmente al escurrimiento.